# Сквер імені Гейдара Алієва (Тбілісі)
Сквер імені Гейдара Алієва (груз. ჰეიდარ ალიევის სახელობის სკვერი, азерб. Heydər Əliyev adına bağ) — сквер у Тбілісі. Відкритий 14 червня 2004 року. Сквер розташований в одному з історичних районів Тбілісі — Абанотубані. У деяких джерелах згадується як парк.
У центрі скверу встановлений пам'ятник Гейдару Алієву.

## Історія

### Закладка скверу
14 червня 2004 року президенти Грузії та Азербайджану Міхеїл Саакашвілі та Ільхам Алієв заснували сквер в історичному центрі столиці Грузії — Абанотубані, посадивши перші дерева.

### Відкриття скверу та бюсту Гейдара Алієва
12 травня 2007 року відбулася офіційна церемонія відкриття реконструйованого компанією «Caspian Service» скверу та бюсту колишнього президента Азербайджану Гейдара Алієва. Архітектором проекту став Ф. Ахундов, а скульптором — народний художник Азербайджану Натік Алієв. На церемонії відкриття були присутні президенти Грузії та Азербайджану — Міхеїл Саакашвілі та Ільхам Алієв, члени Уряду та Парламенту обох країн, а також представники дипломатичного корпусу. Висота бюсту разом із постаментом становить 4 метри.

### Заходи
У сквері імені Гейдара Алієва регулярно проходять заходи, присвячені дню пам'яті національного лідера Азербайджану, а також відзначаються святкові дати двох республік.

## Інфраструктура
Загальна площа скверу складає 1,0 га. Його територія облаштована численними лавами, засаджена саджанцями, деревами та квітковими клумбами. Догляд за сквером здійснюється у тому числі і з боку представництва Державної нафтової компанії Азербайджану в Грузії.

## Цікаві факти
За інформацією мерії Тбілісі, облаштування скверу імені Гейдара Алієва обійшлося місту в 75 000 ларі (близько 45 000 доларів США).
7 лютого 2007 року в столиці Грузії, на правій набережній річки Кура, було відкрито меморіал Гейдара Алієва та встановлено меморіальну дошку. Монумент заввишки чотири метри був виготовлений компанією «Оксино». На меморіальній дошці вказана відстань від монумента до Баку, яка становить 556 кілометрів, і до Анкари — 1441 кілометр. Встановлення монумента коштувало міському бюджету 28000 ларі (близько 16000 доларів США). Також частині правої набережної річки Кура було присвоєно ім'я Гейдара Алієва, а решта, як і раніше, носить ім'я першого президента Грузії Звіада Гамсахурдіа.